# Aleksandr Gorboenov (kosmonaut)
Aleksandr Vladimirovitsj Gorboenov (Russisch: Александр Владимирович Горбунов) (Zjeleznogorsk, 24 mei 1990) is een Russisch ingenieur, constructeur en kosmonaut. 

## Biografie
In 2008 behaalde Gorboenov zijn diploma aan de middelbare school nr. 6 van Zjeleznogorsk en studeerde vanaf 2009 aan het Luchtvaartinstituut in Moskou waar hij zich tot 2012 specialiseerde in de bediening en reparatie van vliegtuigen, helikopters en vliegtuigmotoren. In 2014 behaalde hij een ingenieursdiploma aan datzelfde instituut met als specialisatie "Ruimtevaartuigen en voortstuwende trappen". Hij diende als luitenant bij de Russische luchtmacht.
In oktober 2012 ging Gorboenov aan de slag als technicus bij Energia waar hij de lanceringen van vrachtruimtevaartuigen ondersteunde. Op 31 maart 2014 werd hij bevorderd tot ingenieur bij Energia.

## Kosmonaut
In juni 2017 diende Gorboenov een aanvraag in bij het Roscosmos voor de opleiding tot kosmonaut en in november van datzelfde jaar kreeg hij zijn medische goedkeuring. Gorboenov werd in 2018 samen met zeven anderen geselecteerd voor de opleiding tot kosmonaut en studeerde in 2020 af met de rang van testkosmonaut.

## Missie
Op 20 januari 2022 werd Gorboenov aangewezen als bemanningslid van ISS-Expeditie 72. Gorboenov maakt als missiespecialist onderdeel uit van SpaceX Crew-9 die op 28 september 2024 werd gelanceerd naar het internationale ruimtestation (ISS).